# Eleutherodactylus adelus
Eleutherodactylus adelus es una especie de rana de la familia Eleutherodactylidae.
Es endémica del oeste de Cuba. Su hábitat natural son los bosques húmedos subtropicales o tropicales de tierras bajas. Está amenazada por pérdida de hábitat.